# アヘロオス川
アヘロオス川（現代ギリシャ語: Αχελώος / Acheloos）は、ギリシャ西部を流れイオニア海に注ぐ川。アケロース川（古代ギリシア語: Ἀχελῷος）とも呼ばれる。古代ギリシアの時代には、アカルナニアとアイトーリアとの国境で、河神アケローオスとして崇拝された。

## 名称
ラテン文字転記には Aheloos、Acheloos、Achelous などのバリエーションがある。

## 地勢

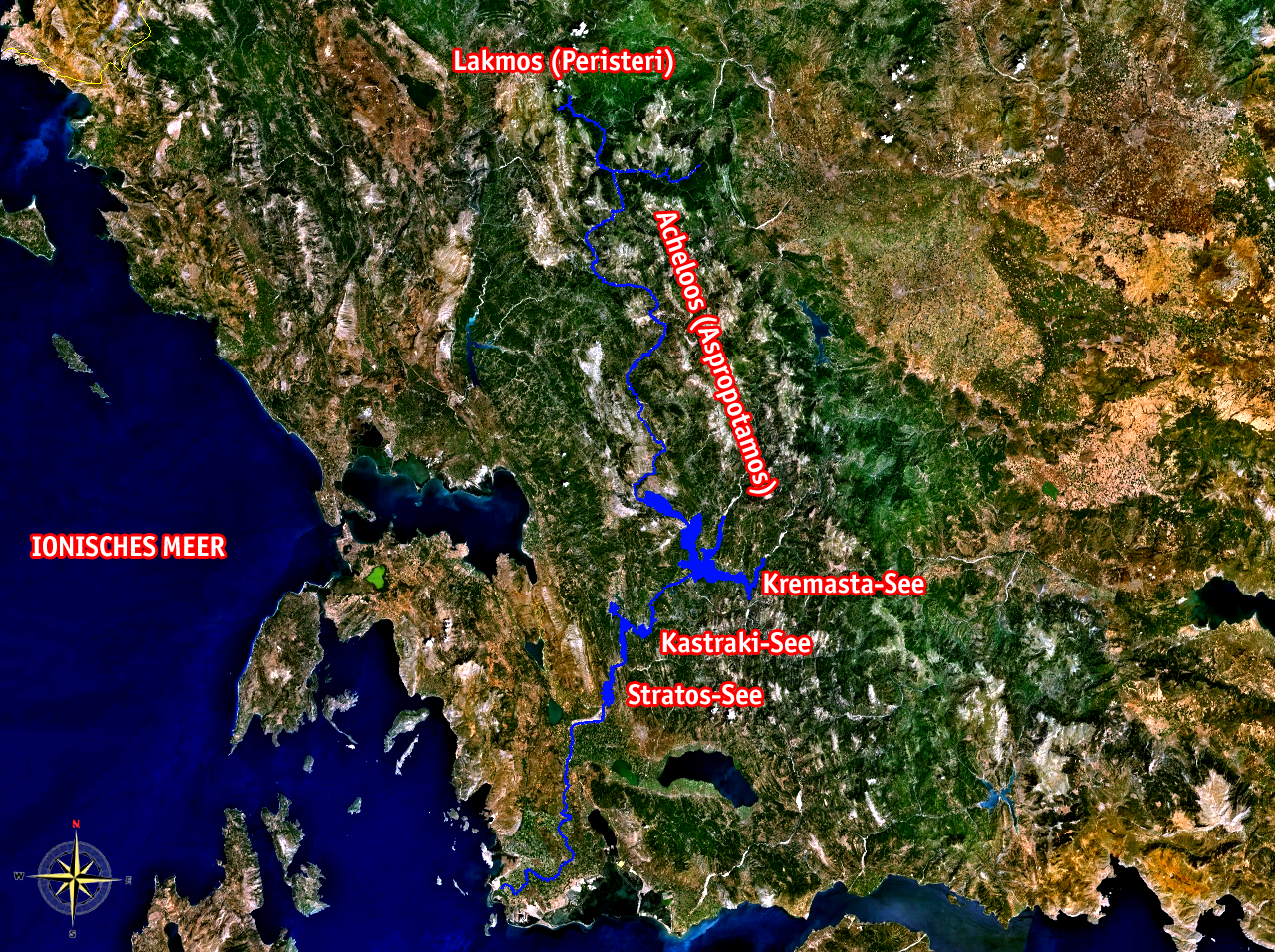
アヘロオス川の位置
（Nasa World Wind satellite）

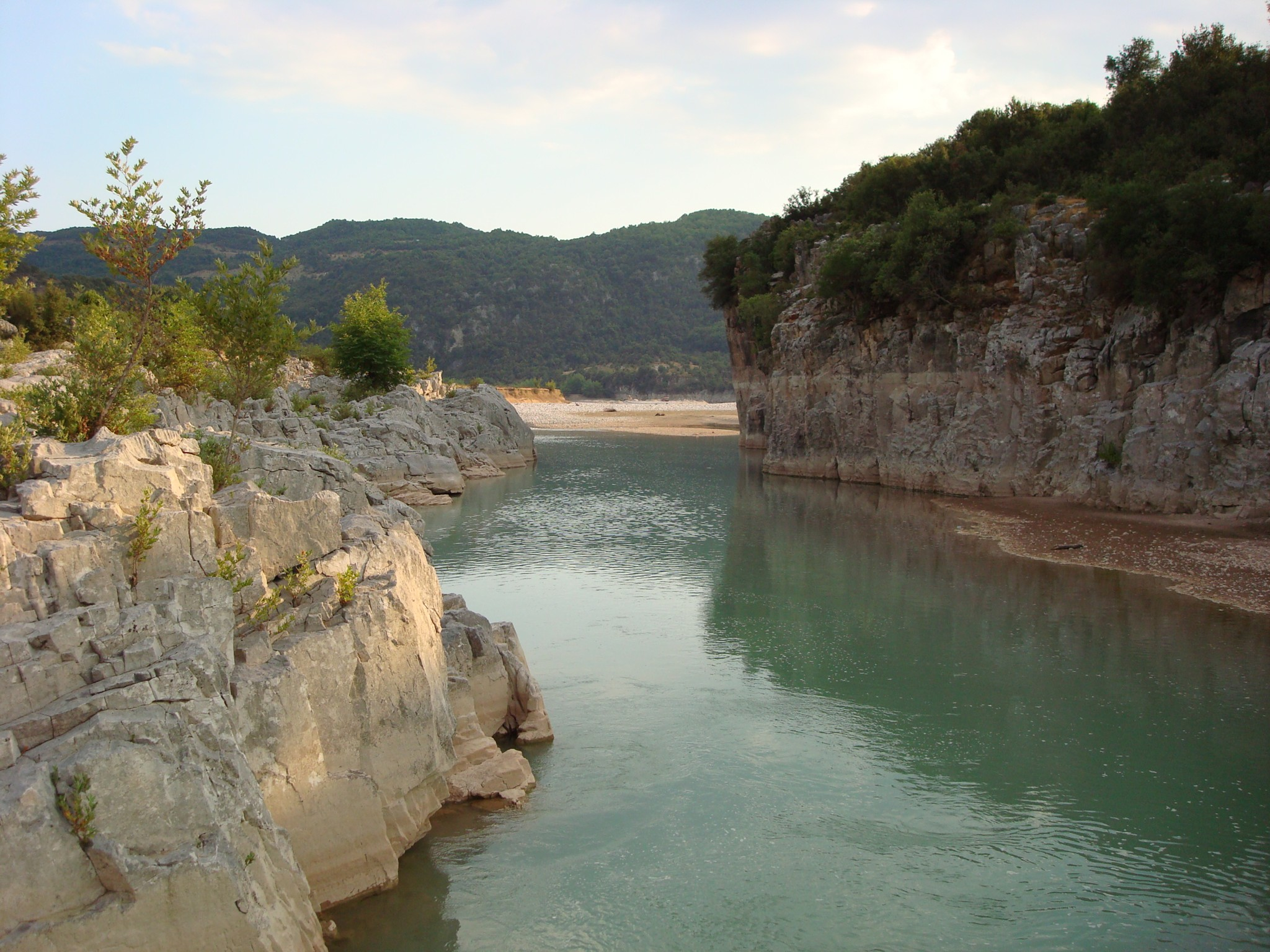
アヘロオス川
（著者Alaniaris）

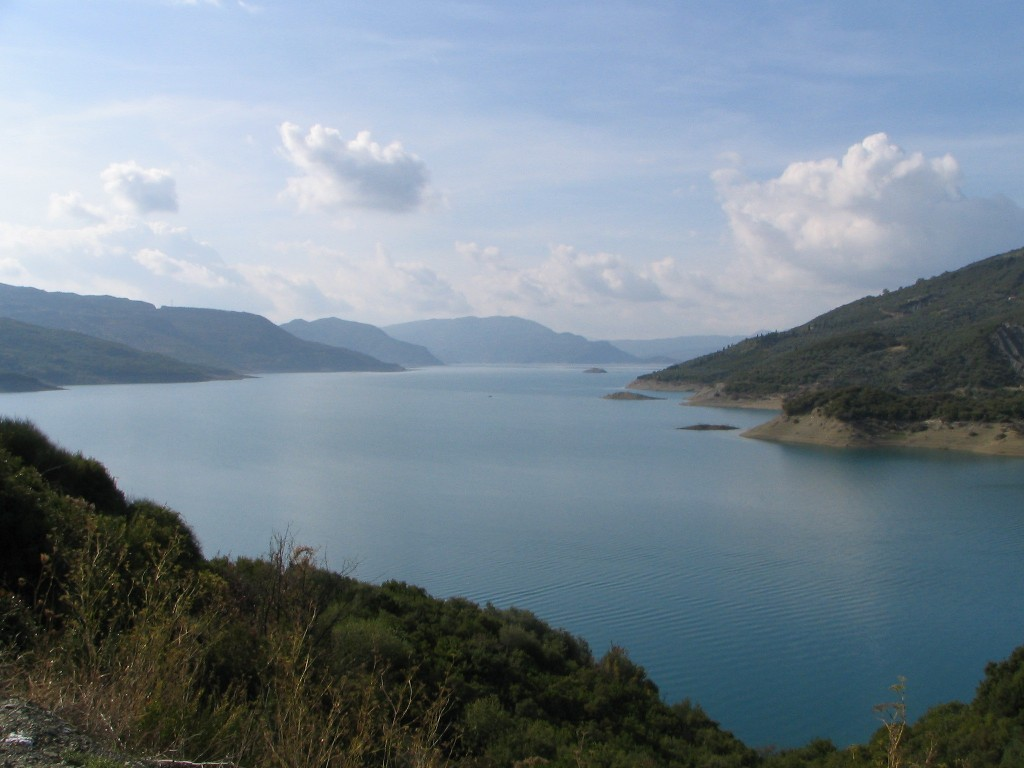
クレマスタ湖

アヘロオス川の源流は、トリカラ県に位置するピンドス山脈のラクモス山（標高2,000m）で、そこで「白い川」という意味の最初の支流アスプロポタモス川（Aspropotamos）が合流する。
アヘロオス川は全長が217kmあり、ギリシャでは2番目に長い川である。複数の県を流れていて、上流から下流に向かって順に、西側はアルタ県（イピロス地方）〜エトリア＝アカルナニア県（西ギリシャ地方）、東側はトリカラ県（テッサリア地方）〜カルディツァ県（テッサリア地方）〜エヴリタニア県（中央ギリシャ地方）に接している。途中、クレマスタ湖、カストラキ湖、ストラトス湖といった水力発電のための人造湖を通る。クレマスタ湖では、アグラフィオティス川、メグドヴァ川、Trikeriotis川が合流する。最後はイオニア海に達するが、一部はメソロンギ潟を経由してパトラス湾に流れ込む。アヘロオス川はいくつかの峡谷を持っている。
ヘロドトスは、海岸線を変えるほどのアヘロオス川の力に注目して、ナイル川と比較した。「ナイル川ほど大きくはないが、相当な結果を持つ川が他にもある。とくに（他の名前は言えないが）アカルナニアを通って海に注ぐアヘロオス川は、エキナデス諸島の半分を既に本土に変えてしまった」（2.10）
アヘロオス川の前の名前はトアース川（Thoas）だった。稀に、テスティオス川（Thestios）、アケノス川（Axenos）とも呼ばれていた。

## ダム計画
1960年代、エトリア＝アカルナニア県とエヴリタニア県の県境で、ダム計画が始まり、数年を費やして完成した。このストラトス・ダムは水力発電所を有していて、ギリシャ西部と中央部に電力を供給する。一方で氾濫により、いくつかの谷で土壌浸食を引き起こした。下流にはカトゥキ・ダムもあり、Karafilio橋、Ardanovo橋という架橋がある。

## 川沿いの町
上流から下流に、順に。
- ミレア（トリカラ県）
- アギア・パラスケヴィ（トリカラ県）
- GR-30（道路）
- Gardiki（en:Gardiki, Trikala, トリカラ県）の東
- Polyneri（トリカラ県）
- アグリニオ（en:Agrinio, エトリア＝アカルナニア県）
- Fragouleika（エトリア＝アカルナニア県）
- Aitoliko（en:Aitoliko, エトリア＝アカルナニア県）
- メソロンギ（エトリア＝アカルナニア県）の西部